# Carl Gotthard Langhans
Carl Gotthard Langhans (15 de desembre de 1732, Landeshut, Silèsia - 1 d'octubre de 1808, Breslau) va ser un arquitecte i constructor prussià. Les seves obres es troben entre les primeres del moviment classicista alemany. La seva obra més coneguda és la Porta de Brandenburg a Berlín.

La Porta de Brandenburg

El seu primer esborrany de "zum Schifflein Christi" per l'església protestant el 1764 va suposar-li el primer reconeixement com a arquitecte i, el mateix any, el contracte com a constructor supervisor de les obres de reconstrucció del palau del Comte de Hatzfeld. Entre el 1766 i el 1774 executà la reconstrucció segons el seu propi disseny. A través del comte, també va donar-se a conèixer a la cort de Berlín.
Aviat rebé encàrrecs de la cort imperial. El rei també li finançà viatges a Itàlia, Anglaterra, Holanda, Bèlgica i França per la seva formació.